# Шанлъурфа (вилает)
Шанлъурфа (на турски: Şanlıurfa) е вилает в Югоизточна Турция. Административен център на вилаета е едноименният град Шанлъурфа.
Вилает Шанлъурфа е с население от 1 700 352 жители (оценка от 2006 г.) и обща площ от 18 584 кв. км. Разделен е на 11 общини.

## Население
Численост на населението според преброяванията през годините:
| Година | Численост |
| 1990   | 1 001 455 |
| 2000   | 1 443 422 |
| 2011   | 1 701 127 |